# Kościół Świętej Trójcy w Pratulinie
Kościół Świętej Trójcy – rzymskokatolicki kościół filialny należący do dekanatu Janów Podlaski diecezji siedleckiej. Znajduje się na terenie Sanktuarium Błogosławionych Męczenników Podlaskich.

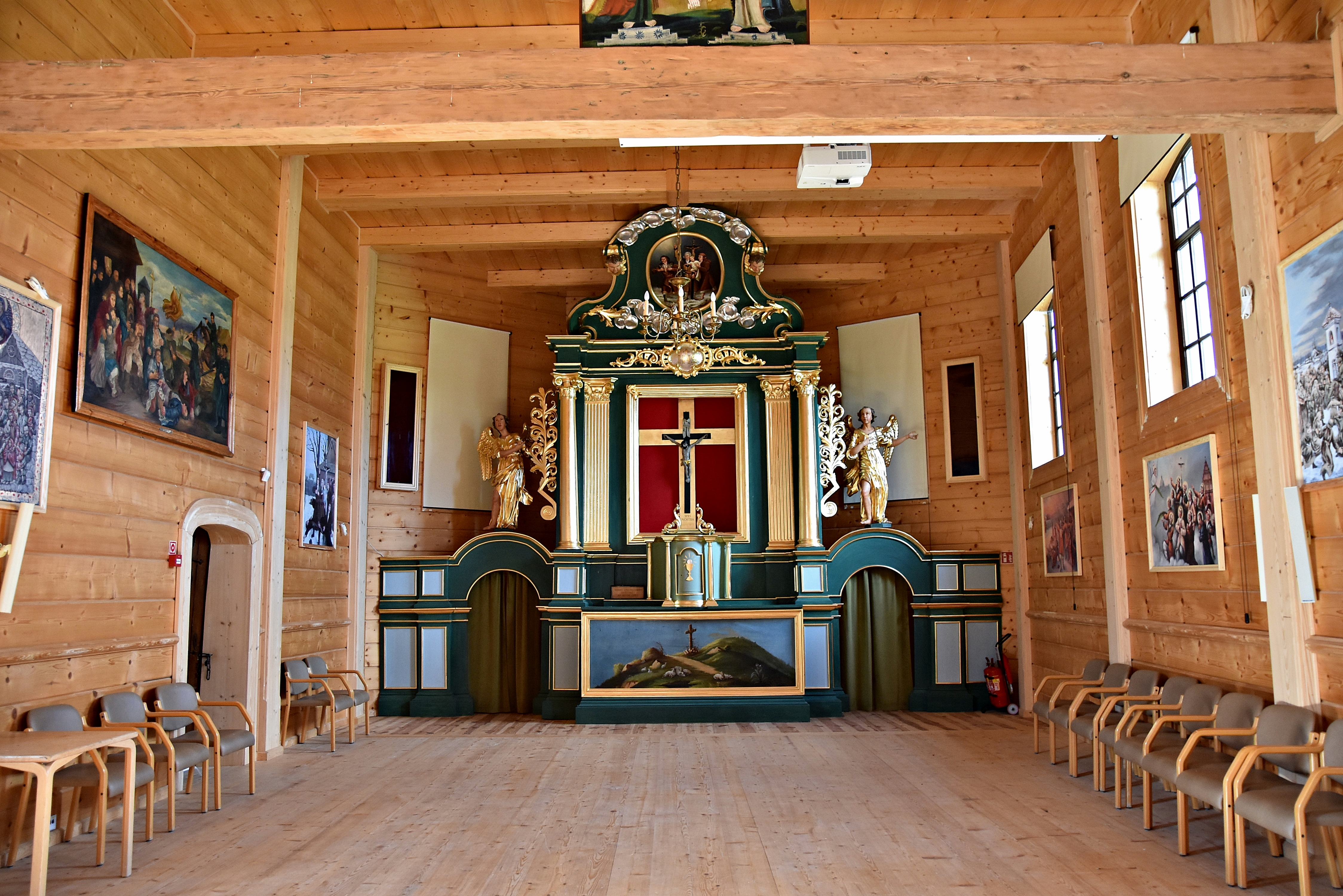
Wnętrze świątyni

Świątynia została zbudowana we wsi Stanin w XVIII wieku. Na mocy decyzji biskupa Zbigniewa Kiernikowskiego, w latach 2009-2012 została przeniesiona przez Jarosława Stankiewicza z Białej Podlaskiej do Pratulina i gruntownie wyremontowana. Dawniej na miejscu kościoła znajdowała się cerkiew rozebrana przez władze carskie w 1886 roku. Obecnie w kościele mieści się ośrodek dokumentacji i muzeum Męczenników Podlaskich.
Kościół posiada konstrukcję zrębową. Składa się z mniejszego prezbiterium od nawy, zamkniętego trójbocznie, bocznej zakrystii, krucht z przodu i z boku nawy. Nakryta jest dachem dwukalenicowym, pokrytym gontem. Na dachu jest umieszczona wieżyczka na sygnaturkę Jest ona zwieńczona baniastym hełmem z latarnią. Wnętrze nawy nakrywa płaski strop belkowy podparty czterema słupami. Chór muzyczny jest podparty dwoma słupami i posiada prostą linię parapetu oraz balustradę z tralkami.